# Nordahl Wallem
Nordahl Eriksen Wallem (ur. 10 listopada 1902 w Szanghaju, zm. 9 grudnia 1972 w Hongkongu) – norweski żeglarz, olimpijczyk, zdobywca srebrnego medalu w regatach na Letnich Igrzyskach Olimpijskich w 1936 roku w Berlinie.
Na Letnich Igrzyskach Olimpijskich 1936 zdobył srebro w żeglarskiej klasie 8 metrów. Załogę jachtu Silja tworzyli również Lauritz Schmidt, Hans Struksnæs, John Ditlev-Simonsen, Olaf Ditlev-Simonsen i Jacob Tullin Thams.